# David Casassas

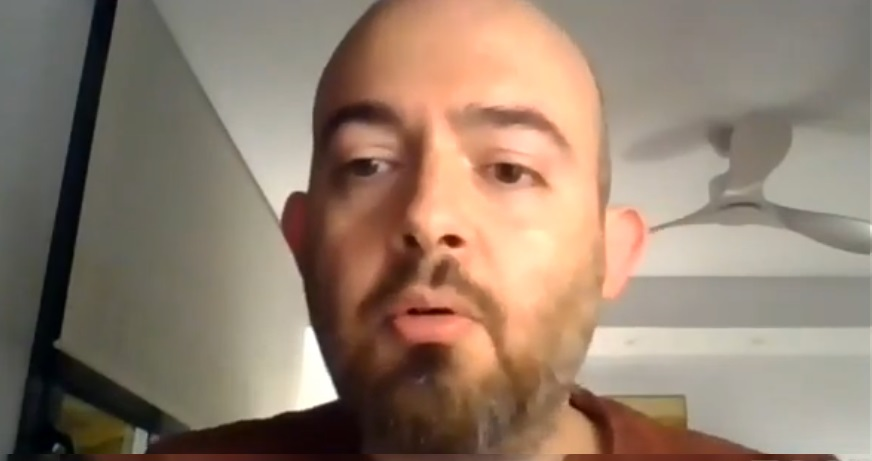
David Casassas

David Casassas (* 1975 in Barcelona) ist ein spanischer Akademiker und Publizist. Er ist Professor für Sozial- und politische Theorie.

## Karriere
Casassas ist Professor für Sozial- und politische Theorie an der Universität Barcelona.
Er war Sekretär des Basic Income Earth Network (BIEN) und ist Vizepräsident des BIEN.

## Veröffentlichungen (Auswahl)
- La ciudad en llamas. The validity of commercial republicanism of Adam Smith, Montesinos, 2010.
- mit Daniel Raventós: Basic income in the era of great inequalities, Montesinos, 2011.
- Revertir el script. Jobs, rights and freedom, Los Libros de la Catarata, 2016.
- als Hrsg.: Boreal Invierno Austral, Animal Suspechoso, 2016.
- unconditional freedom. Basic income in the democratic revolution, Paidós, 2018.